# Cheick Kongo
Cheick Kongo, właśc. Cheick Guillaume Ouedraogo (ur. 17 maja 1975 w Paryżu) – francuski zawodnik mieszanych sztuk walki oraz kickbokser. W latach 2006–2013 związany z UFC, od 2013 związany z organizacją Bellator.

## Życiorys
Rodzice Konga wyemigrowali do Francji z Afryki, matka z Burkina Faso, a ojciec z Demokratycznej Republiki Konga. Kongo urodził się w Paryżu i od najmłodszych lat interesował się sportami walki. Swoje pierwsze treningi rozpoczął mając 5 lat, najpierw w kendo, a po krótkim czasie i karate. Gdy podrósł, zapisał się na treningi z boksu tajskiego oraz kick-boxingu. W wieku 19 lat zaczął trenować indonezyjskie sztuki walki, tzw. Pencak Silat Setia Hati Terate. Kongo jest kuzynem reprezentanta Francji w rugby union, Fulgence Ouedraogo.

## Przeszłość w kick-boxingu
W swojej karierze kickboksera oraz zawodnika muay-thai zdobywał m.in. interkontynentalne mistrzostwo muai-thai w 2003 roku, mistrzostwo świata muai-thai w 2004 roku oraz międzynarodowe mistrzostwo organizacji King of the Rings w 2005 roku. W czasie swojej kariery pokonał m.in. polskiego kickboksera i thai-boxera Marcina Różalskiego oraz zanotował porażkę z vice-mistrzem K-1 GP Glaube Feitosą.

## Kariera MMA

### Wczesna kariera
W 2001 roku zadebiutował w MMA, pokonując André Tete przez poddanie na gali RINGS Holland. W latach 2001–2005 walczył głównie na holenderskich galach RINGS oraz It’s Showtime, wygrywając m.in. Dave’em Dalglieshem oraz przegrywając z zawodnikiem PRIDE FC Gilbertem Yvelem.

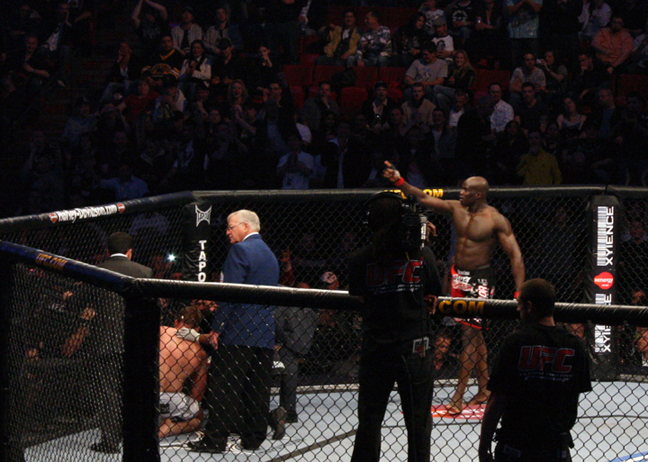
Kongo (z prawej) po zwycięstwie nad Antonim Hardonkiem, 18 kwietnia 2009 (UFC 97)

### UFC
W 2006 roku związał się z amerykańską organizacją MMA – Ultimate Fighting Championship.
W swoim debiucie na gali UFC 61 pokonał przez TKO Gilberta Aldana.
8 września 2007 pokonał na punkty byłego zawodnika PRIDE oraz DREAM Mirko Filipovicia.
Następny pojedynek 1 marca 2008 przegrał z innym byłym zawodnikiem PRIDE Heathem Herringiem.
Po serii trzech zwycięstw z rzędu na przełomie 2008/09 zmierzył się z Cainem Velasquezem, lecz uległ mu na punkty.
W latach 2009–2012 wygrywał m.in. nad Paulem Buentello (UFC Live) czy Mattem Mitrione (UFC 137) oraz przegrywał z Frankiem Mirem (UFC 107) czy Markiem Huntem (UFC 144). Po przegranej z Royem Nelsonem 27 kwietnia 2013 został wolnym agentem wypełniając swój kontrakt.

### Bellator MMA
Pod koniec sierpnia 2013 podpisał kontrakt z Bellator MMA. Od 2013 do 2016 uzyskał bilans 6-2 (wygrane nad Peterem Grahamem czy Aleksandrem Wołkowem). 4 kwietnia 2014 przegrał walkę o pas mistrzowski wagi ciężkiej z obrońcą tytułu Witalijem Minakowem.
18 lutego 2017 roku na Bellator 172 zmierzył się z byłym partnerem treningowym Oli Thompsonem. Wygrał walkę jednogłośną decyzją.
Później doszło do jego walki z Augusto Sakai na gali Bellator 179. Wygrał walkę przez niejednogłośną decyzję.
12 maja w San Jose, w Kalifornii skrzyżował rękawice z Javy Ayalą, na Bellator 199. Znokautował rywala w pierwszej rundzie.
13 października 2018 roku zmierzył się z Timothym Johnsonem podczas Bellator 208. Zwyciężył przez nokaut w pierwszej rundzie.
Na gali Bellator 216 po raz drugi zawalczył z Witalijem Minakowem, 16 lutego 2019 roku. Wygrał jednogłośną decyzją.
11 lipca 2019 roku ogłoszono, że zmierzy się z Ryanem Baderem o mistrzostwo świata wagi ciężkiej Bellator, 7 września na gali Bellator 226. Walkę ogłoszono jako nieodbytą, przez przypadkowe palce w oczy, które uniemożliwiły Kongo kontynuowanie walki.
4 maja 2020 r. nowy kontrakt z Bellator MMA.
10 października 2020 roku ponownie przyszło mu się zmierzyć z Timothy Johnsonem na gali Bellator 248 w stolicy Francji. Przegrał niejednogłośną decyzją.
20 sierpnia 2021 r. podczas gali Bellator 265 poddał duszeniem Siergieja Charitonowa w drugiej rundzie.
6 maja 2022 roku na gali Bellator 280 skrzyżował rękawice z Ryanem Baderem o mistrzostwo świata wagi ciężkiej Bellator. Przegrał walkę przez jednogłośną decyzję.

## Osiągnięcia

### Mieszane sztuki walki
- 2004: mistrz RINGS Holland w wadze ciężkiej
- 2005: mistrz świata Kings Of The Ring w wadze superciężkiej (-103 kg)[13]
- 2011: World MMA Awards – Powrót Roku (w walce z Patrickiem Barrym)
- 2013: Bellator Season 9 Heavyweight Tournament – 1. miejsce w turnieju wagi ciężkiej

### Kick-boxing[14][15]
- 2003: interkontynentalny mistrz w muay thai
- 2004: mistrz Świata w muay thai
- 2004: mistrz Świata King of the Ring w wadze superciężkiej (105 kg), formuła muay thai
- 2005: King of Colloseum – 1. miejsce w turnieju